# Островець
Острове́ць (біл. Астравец) — місто в Гродненській області Білорусі. Адміністративний центр Островецького району.
Назва походить від укріпленого острова, розташованого на правому березі річки Лоша.
Населення міста становить 9 569 осіб (2016).

## Історія
Вперше згадується в писемних джерелах в 1468 році, у зв'язку із заснуванням тут київським воєводою Гаштольдом костелу і домініканського монастиря. Перейшов до короля Сигизмунда I Старого 1542-го року після смерті Мартина Гаштольда, від нього до сина Сигизмунда Августа, який подарував Островець Ієроніму Карицькому в 1546 році Пізніше власниками були Ян Корсак в XVII столітті, Костровицька, Ситянки, Жилінські в XIX столітті.
3 1958 року — міське селище.
З 2012 року — місто.